# 幌尻山
幌尻山（ぽろしりやま）は、北海道の宗谷郡猿払村と天塩郡豊富町の2町村にまたがる標高426.8mの山である。山頂には一等三角点「幌尻山」が設置されている。

## 概要
宗谷丘陵の中央部に位置し、利尻山・礼文岳・択捉島の山を除きこれより北に高い山は存在しない。南北に伸びる細長い山体で、西側は急斜面になっている。サロベツ原野で知られるサロベツ川の源流を持つ。
元々は「ポロシリ」と呼ばれており、アイヌ語「ポロ・シリ（大きい・山）」を意味する。
登山道はなく笹藪に覆われた山であるため、残雪期に登られる。主な登頂ルートはセキタンベツ川支流の十七号線川沿いの七線沢林道から尾根か沢に取り付いて山頂へ至る。